# Antonio Torasso
Antonio Torasso IMC (* 16. Dezember 1914 in Verolengo; † 22. Oktober 1960) war ein italienischer römisch-katholischer Ordensgeistlicher und Apostolischer Vikar von Florencia.

## Leben
Antonio Torasso trat der Ordensgemeinschaft der Consolata-Missionare bei und empfing am 10. März 1940 das Sakrament der Priesterweihe.
Am 10. Januar 1952 ernannte ihn Papst Pius XII. zum Titularbischof von Thapsus und zum ersten Apostolischen Vikar von Florencia. Der Apostolische Nuntius in Kolumbien, Erzbischof Antonio Samorè, spendete ihm am 20. April desselben Jahres die Bischofsweihe; Mitkonsekratoren waren der Weihbischof in Bogotá, Emilio de Brigard Ortiz, und der Apostolische Vikar von Sibundoy, Camilo Plácido Crous y Salichs OFMCap.